# Bavariahaus (Wilhelmshaven)
Das Bavariahaus ist ein fünfstöckiges Wohn- und Geschäftshaus in der Wilhelmshavener Südstadt, das zwischen 1911 und 1913 von der Altonaer Bavaria Brauerei errichtet wurde. Es liegt im historischen Zentrum der 1869 gegründeten Stadt Wilhelmshaven. Heute gilt das denkmalgeschützte Bavariahaus mit mehreren Gastronomiebetrieben als ein Zentrum des aufstrebenden Wilhelmshavener Viertels Südkiez.

## Entstehung
Die Altonaer Bavaria Brauerei erwarb das Grundstück für den Bau des Bavariahauses vom Maler Takenberg. Die Bremer Architekten Heinrich Wilhelm Behrens und Friedrich Neumark entwarfen das Wohn- und Geschäftsgebäude in Anlehnung an den Jugendstil. Der Bau erfolgte zwischen 1911 und 1913. Auch das Heimatlexikon Wilhelmshaven gibt diesen Zeitraum an, in der die Baufirma Paul Kossel & Cie. das Eckhaus als Stahlbetonskelettkonstruktion errichtet hat. Die Datierung im Verzeichnis der Kulturdenkmäler gibt allerdings ca. 1905 als Baujahr für das große fünfstöckige Eckhaus mit Eingängen an der Roonstraße (heute: Rheinstraße) und an der Oldenburger Straße (heute: Ahrstraße) an. Die nach dem preußischen Generalfeldmarschall Graf Albrecht von Roon benannte Roonstraße war früher die Hauptgeschäftsstraße Wilhelmshavens. Bei dem Eckhaus handelt es sich um einen Massivbau, dessen Fassade teils aus Putz, teils aus Ziegelmauerwerk im Wechsel ausgeführt wurde.

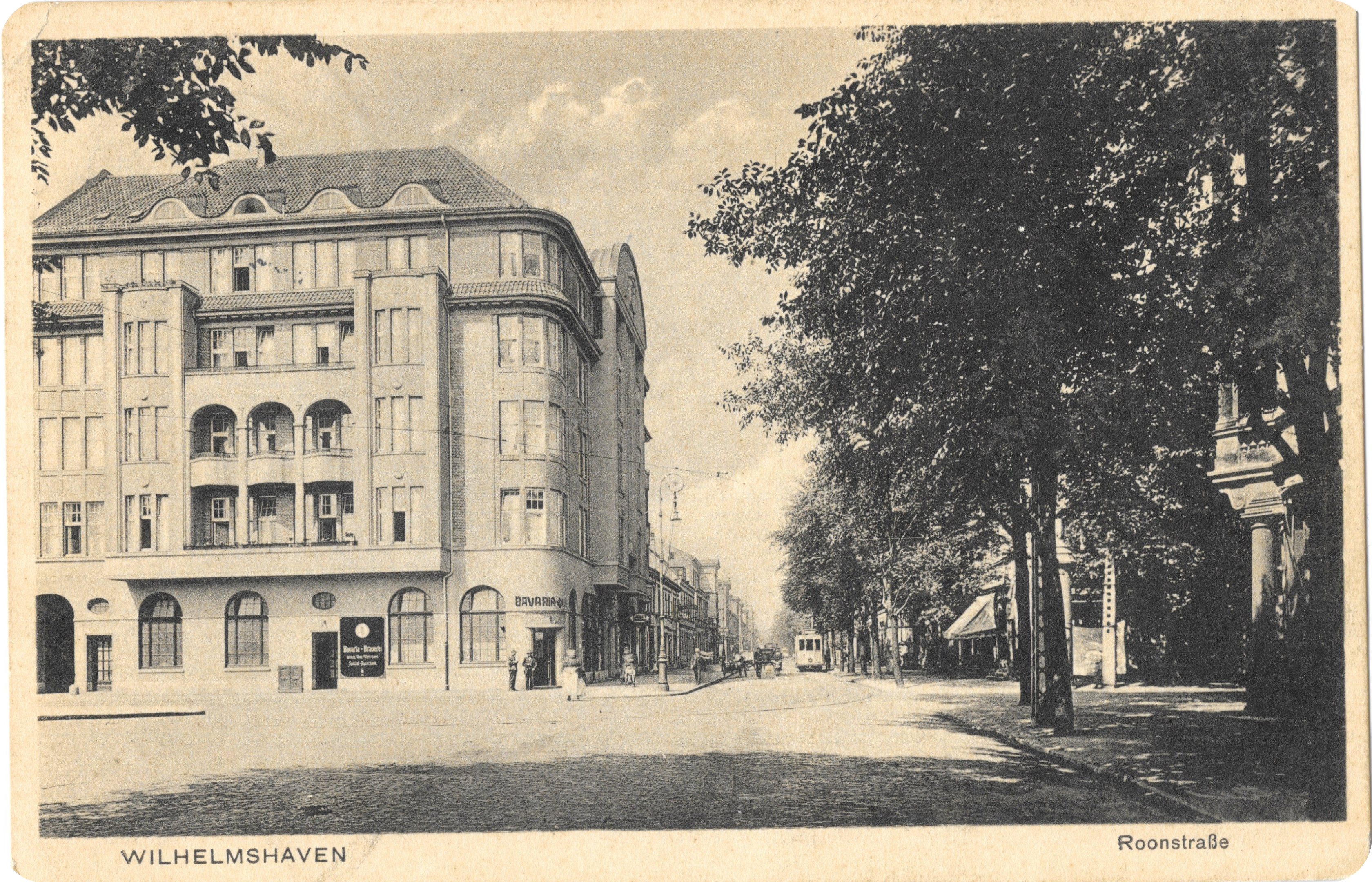
Ansichtskarte von 1914 vom Bavariahaus Roonstraße Ecke Oldenburger Straße

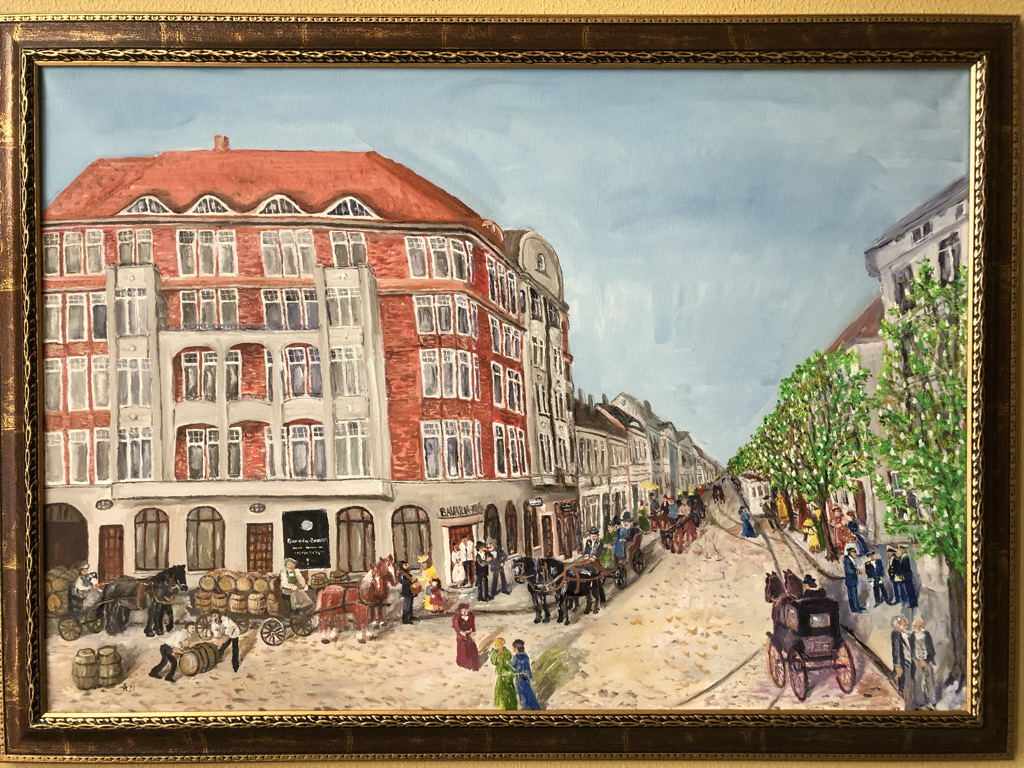
Gemälde des Bavariahauses im Zustand von 1914

Die äußere Fassade weist durch die Abkehr von der Symmetrie durch vor- und zurückspringende Bauteile ein zentrales Merkmal des Jugendstils auf. Auch die Fenstergestaltung ist typisch für den Jugendstil. So weisen die Fenster der Geschäfts- und Gasträume typische Rundbögen auf. Bei den durchweg hochformatigen Fenstern der Obergeschosse waren die unteren Flügel großflächig verglast und die Oberlichter kleingliedrig geteilt. Auffällig sind die bunten, bleiverglasten Fenster im Treppenhaus, die Erkerfenster und die bogenförmigen Balkone (Loggia) auf der Ostseite. Die Dach-Mansarden waren als Fledermausgauben ausgeführt.
Einen Eindruck von der ursprünglichen Fassade im Zustand von 1914 vermittelt ein Gemälde, das in Anlehnung an alte Ansichtskarten entstand. Im Erdgeschoss waren zur Entstehungszeit drei Läden und zwei Gasträume untergebracht. Am 22. November 1913 wurde der bis heute existierende Bavaria-Krug als Stehbierhalle eröffnet. Die Kneipe hatte damals noch zwei Eingänge, einen an der Ecke und einen weiteren 10 Meter nach links an der Ahrstraße, sodass sich die Gäste immer am Tresen entlang schieben konnten, „(…) ein kleines Bier am Anfang, ein kleines Bier am Ende und dann hinten wieder raus“. In den tiefen Kellerräumen der Brauereiniederlassung mit extra starken Wänden wurde das per Schiff aus Hamburg heran transportierte Bier in Flaschen gefüllt. Die oberen vier Etagen dienten als hochherrschaftliche Wohnungen mit Parkettboden und Stuck an den Decken. In den Mansarden im Dachgeschoss war das Gesinde untergebracht. Das Wohn- und Geschäftshaus war u. a. mit einer zentralen Warmwasserheizung, einer elektrischen Beleuchtung, einer Hausfernsprechanlage, einer Eiserzeugungsmaschine und einem elektrisch betriebenen Aufzug für den Transport der Bierfässer aus und in den Keller ausgestattet. Damit galt das Bavariahaus als eines der modernsten Gebäude in Wilhelmshaven. Die damaligen Baukosten werden in der Wilhelmshavener Zeitung vom 9. Dezember 1913 auf „über eine halbe Million“ (Anmerkung: Reichsmark) beziffert.

## Entwicklungen von 1918 bis 1945
Vom Gebäude in der Zwischenkriegszeit gibt es nur wenige Fotodokumente. Auf einem Foto von 1920 ist ersichtlich, dass das Haus den Ersten Weltkrieg ohne größere Beschädigungen überstanden hat. Nach dem Krieg expandierte die Bavaria-Brauerei und fusionierte 1922 mit der 1863 gegründeten Aktien-Brauerei aus Hamburg-St. Pauli zur Bavaria-St. Pauli-Brauerei. Über ein Dutzend norddeutscher und Hamburger Brauereien wurden im Laufe der Jahre von der Brauerei übernommen und in diese integriert, so u. a. auch das spätere friesische Brauhaus in Jever. Vertrieben wurde das Bier zunächst noch unter dem Namen Bavaria-St. Pauli-Bier. Erst 1937 wurde zum ersten Mal Jever  Pilsner unter seinem bis heute gültigen Namen vom Bavariahaus aus verkauft. Der Zusammenhang zwischen den Brauereien ist aus dem damaligen Bieretikett ersichtlich. Der Zweite Weltkrieg hinterließ Schäden am Bavariahaus. Anhand eines Fotos von 1941 ist ersichtlich, dass die Schaufenster der Geschäftsräume kriegsbedingt zerstört worden sind. Bei einem Luftangriff verhinderte ein Mitarbeiter der damaligen Brauerei einen größeren Brandschaden, indem er Brandbomben aus dem Haus warf.

## Wiederaufbau und Nachkriegszeit bis Ende der 1960er Jahre

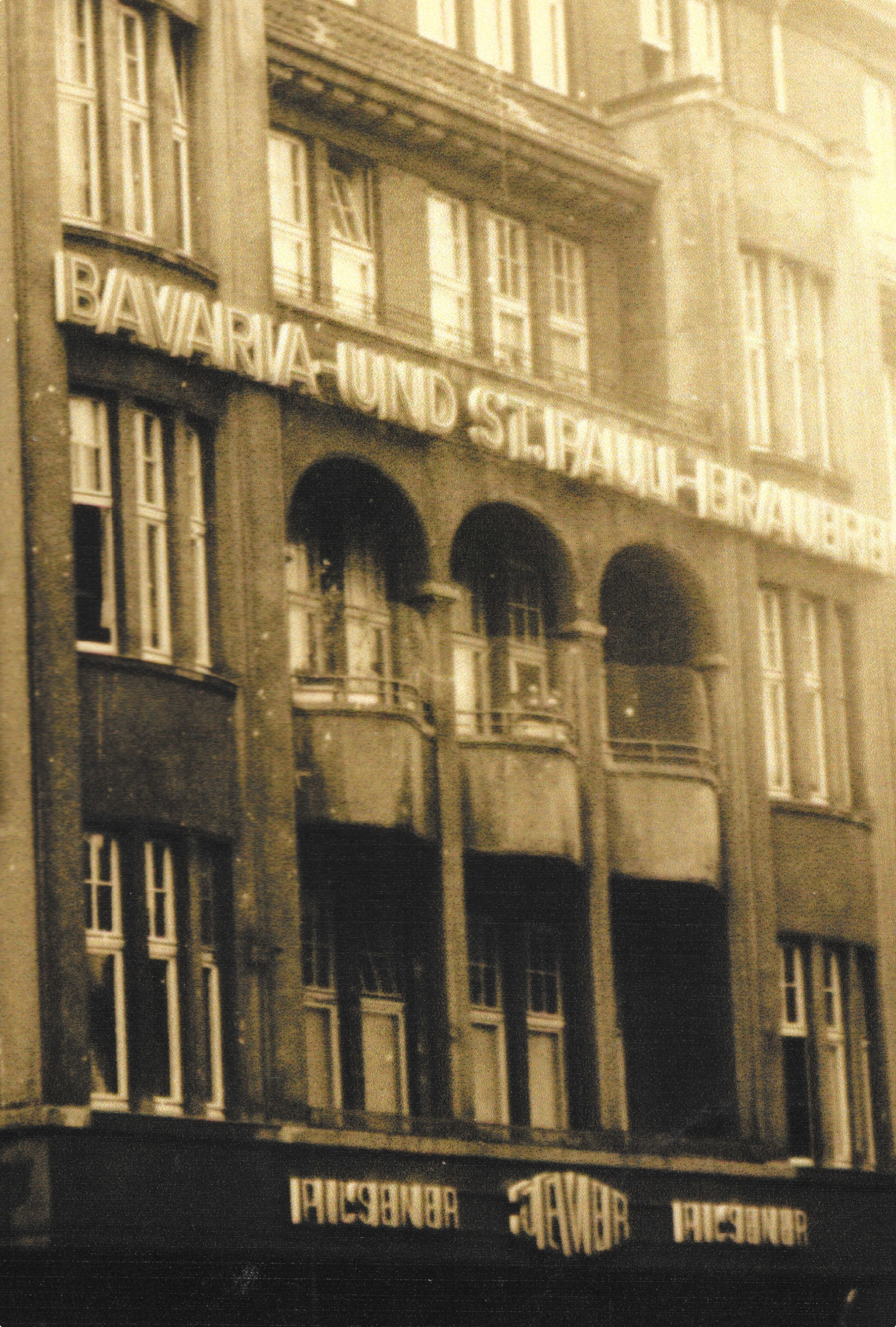
Bavariahaus in Wilhelmshaven mit Leuchtreklame der Bavaria- und St.-Pauli-Brauerei Mitte 1960er

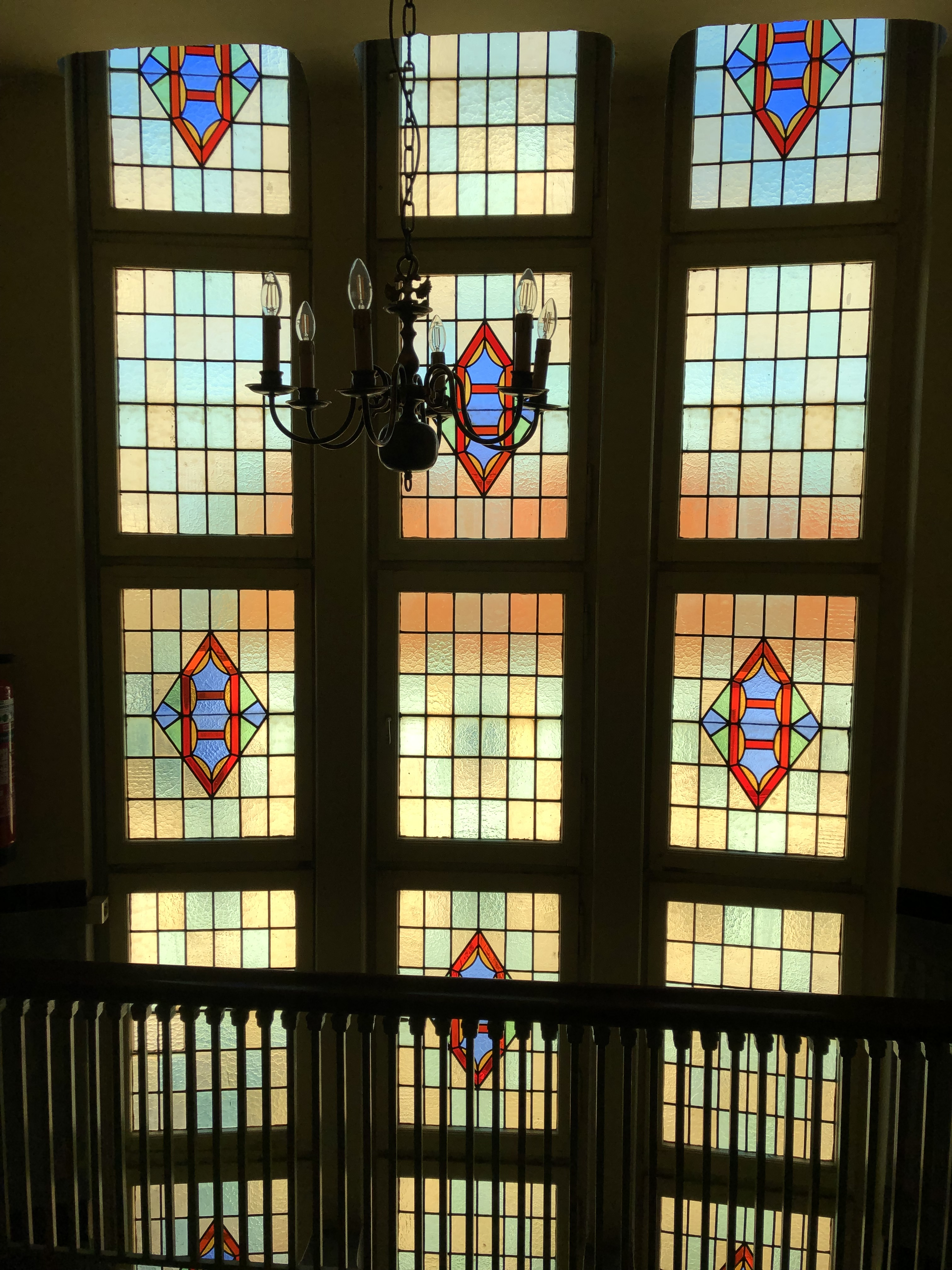
Innenaufnahme des Treppenhauses

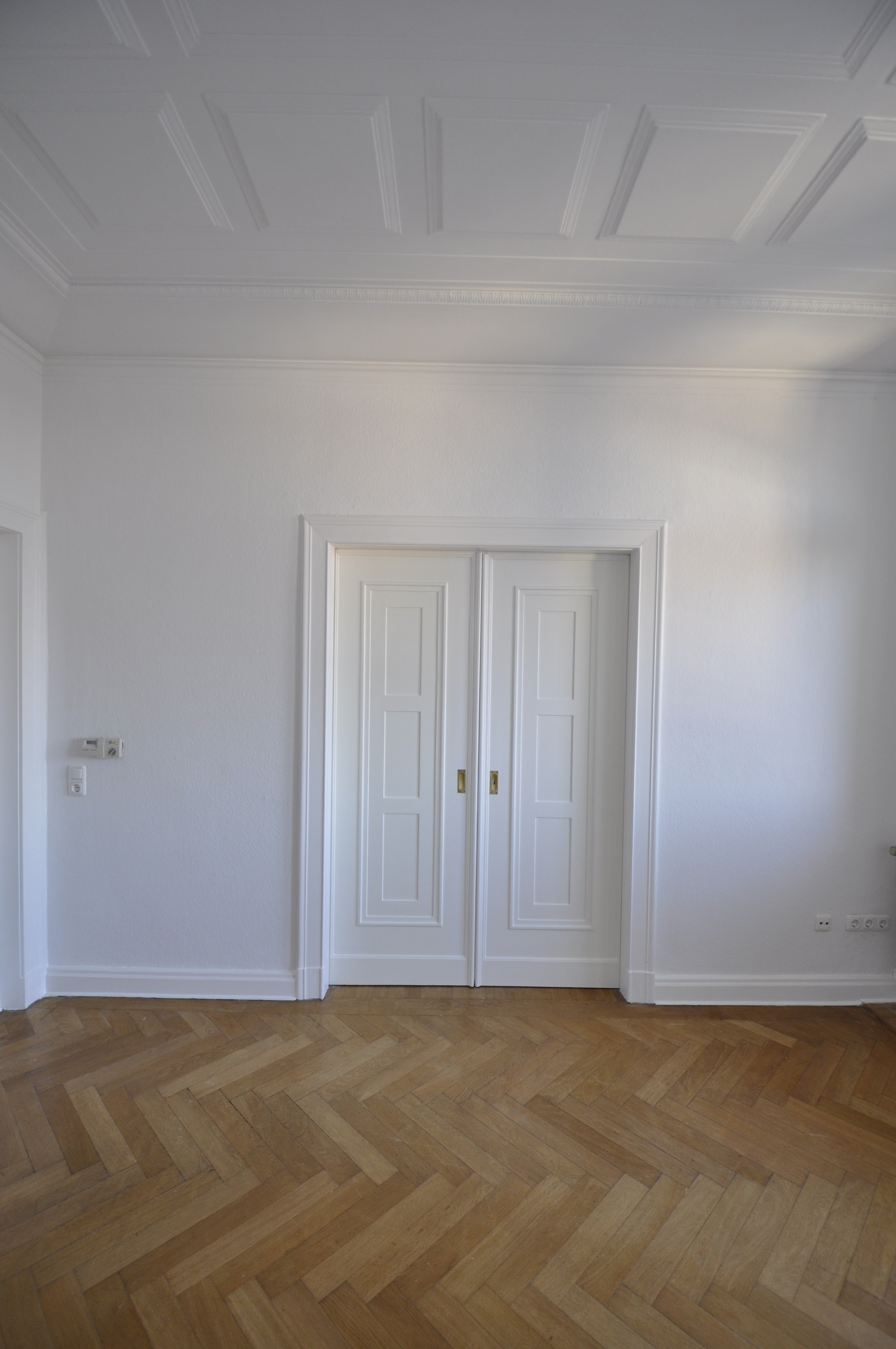
Innenaufnahme mit Deckenstuck und historischer Schiebetür

In der Nachkriegszeit wurde wegen Treibstoffmangels Bier nur noch an Selbstabholer direkt an der Brauerei verkauft.
Auf Fotos aus dem Jahr 1958 ist zu sehen, dass die Kriegsschäden beseitigt waren. Auf einem Foto von Mitte der 1960er Jahre ist ein neues Werbeschild der Bavaria-St. Pauli-Brauerei an der Fassade zu sehen.
Schriftlich dokumentierte Schilderungen zur Situation im Bavariahaus in den 1960er Jahren stammen aus einem Artikel in der Wilhelmshavener Zeitung und einer Sendung von Radio Bremen. Beide Beiträge schildern Kindheitserinnerungen eines ehemaligen Hausbewohners, der ab 1968 mehrere Jahre in dem Haus gelebt hat. Sein Vater war zu dieser Zeit Niederlassungsleiter der Bavaria-St. Pauli-Brauerei und hatte sein Büro und seine Wohnung in dem Haus. Der Keller diente als Lager für Fassbier. Hinter dem Hof in der Wupperstraße wurde in einer Halle das aus Jever angelieferte Bier zwischengelagert. Bis zu 15 Lkw sollen als Lieferfahrzeuge im Einsatz gewesen sein.

## Ab den 1970er Jahren bis heute
Der Brauereibetrieb wurde in den 1970er Jahren in Jever zentralisiert und das Bavaria-Haus wurde verkauft. 1983 erstand ein Wilhelmshavener Unternehmer das Gebäude und ließ es kernsanieren, wobei auf den Erhalt typischer Elemente aus den Entstehungsjahren großer Wert gelegt wurde. Soweit möglich wurden das ursprüngliche Eichenparkett, die alten Türen sowie die Stuckdecken aufgearbeitet und erhalten, gleiches galt für die bunten Bleikristallfenster im Treppenhaus, sowie die Treppengeländer.
Nach der Sanierung ist auch das Dachgeschoss zu Wohnungen ausgebaut worden. Die Fledermausgauben auf dem Dach sind durch Walmdachgauben ersetzt worden. Das Bavariahaus beherbergt seitdem neben den vier unterschiedlich großen Gewerbeeinheiten im Erdgeschoss noch mehrere Eigentumswohnungen. Im Treppenhaus integrierte man einen Fahrstuhl.
Auch in jüngerer Zeit haben Bewohner und Geschäftsleute zur Erhaltung des Bavariahauses im sich entwickelnden Südkiez beigetragen. Im Sommer 2005 wurde das Haus neu verputzt und in einer pastelligen Nuance des Habsburger Gelbs, auch Kaiser Gelb oder Schönbrunner Gelb, mit weißen und grauen Absätzen gestrichen. 2015 ließen die Eigentümer in Abstimmung mit dem Amt für Denkmalpflege und Denkmalschutz die Eingänge erneuern. Passend dazu erfolgte 2017 und 2019 die stilgerechte Erneuerung der Fenster der Gewerbeeinheiten im Erdgeschoss.

## Denkmalschutz
Seit dem 29. Mai 1990 ist das Bavariahaus als Baudenkmal Niedersachsens gem. § 4 NDSchG ausgewiesen. Das Eckhaus wird im Verzeichnis der Kulturdenkmale der Stadt Wilhelmshavens mit der Begründung „geschichtliche Bedeutung aufgrund des Zeugnis- und Schauwertes durch beispielhafte Ausprägung eines Stils und/oder Gebäudetyps“ als Einzeldenkmal nach § 3 Abs. 2 NDSchG geführt.